# Луїза-Шарлотта Бранденбурзька
Луї́за-Шарло́тта (нім. Luise Charlotte; 13 вересня 1617 — 29 серпня 1676) — бранденбурзька принцеса, герцогиня Курляндії і Семигалії (1645—1676). Представниця німецького роду Гогенцоллернів. Народилася в Берліні, Бранденбург. Донька бранденбурзького маркграфа Георга-Вільгельма й пфальцької принцеси Єлизавети-Шарлотти, доньки пфальцького курфюрста Фрідріха IV. Дружина курляндського герцога Якова Кеттлера (з 1645). У шлюбі народила 9 дітей: Фрідріха-Казимира, Фердинанда, Олександра та інших. Померла у Мітаві, Семигалія. Похована у Мітавському палаці.

## Імена
- Луї́за-Шарло́тта Гогенцо́ллерн (нім. Luise Charlotte Hohenzollern) — з родовим іменем.
- Луї́за-Шарло́тта фон Гогенцо́ллерн / Гогенцоллернівська (нім. Luise Charlotte von Hohenzollern) — з родовим іменем.
- Луї́за-Шарло́тта Бранденбу́рзька (нім. Luise Charlotte von Brandenburg) — за назвою батьківського маркграфства.
- Луї́за-Шарло́тта Курля́ндська (нім. Luise Charlotte von Kurland) — за короткою назвою герцогства чоловіка.
- Луї́за-Шарло́тта Курля́ндська і Семига́льська (нім. Luise Charlotte von Kurland und Semgallen) — за повною назвою герцогства чоловіка.
- Людві́ка-Каролі́на (пол. Ludwika Karolina) — в деяких польських джерелах[3].

## Біографія
Луїза-Шарлотта народилася 13 вересня 1617 року в Берліні, Бранденбург, у родині бранденбурзького маркграфа Георга-Вільгельма й пфальцької принцеси Єлизавети-Шарлотти, доньки пфальцького курфюрста Фрідріха IV.
30 вересня 1645 року в Кенігсберзі Луїза-Шарлота стала дружиною курляндського герцога Якова Кеттлера.

## Родина
Чоловік — Яків Кеттлер, герцог Курляндський
Діти:
- Ладислав Фрідріх — помер у ранньому дитинстві)
- Луїза Єлизавета (1646—1690) — одружена з Фрідріхом II, ландграфом Гессен-Гомбурга (1633—1708)
- Христина — померла у ранньому дитинстві)
- Фрідріх Казимир (1650—1698) — герцог Курляндії, одружений з графиною Софії Амалії Нассау-Зігенською (1650—1688), потім на принцесі Бранденбурга Єлизаветі Софії (1674—1748)
- Шарлотта Марія (1651—1728) — аббатіс Херфордського монастиря
- Амалія (1653—1711) — одружена з ландграфом Гессен-Кассельським Карлом I (1654—1730)
- Карл Якоб (1654—1677)
- Фердинанд (1655—1737) — герцог Курляндії, одружений на принцесі Саксен-Вейсенфельської Магдалені (1708—1760)
- Олександр (1658—1686).